# Sužid
Sužid – wieś w Słowenii, w gminie Kobarid. W 2018 roku liczyła 128 mieszkańców.